# Piz Forun
Piz Forun är en bergstopp i Schweiz.   Den ligger i regionen Albula och kantonen Graubünden, i den östra delen av landet, 190 km öster om huvudstaden Bern. Toppen på Piz Forun är 3 052 meter över havet, eller 459 meter över den omgivande terrängen. Bredden vid basen är 4,0 km.
Terrängen runt Piz Forun är bergig åt sydväst, men åt nordost är den kuperad. Närmaste större samhälle är Davos, 16,7 km norr om Piz Forun. 
Trakten runt Piz Forun består i huvudsak av gräsmarker. Runt Piz Forun är det mycket glesbefolkat, med 4 invånare per kvadratkilometer.